# جسم غريب في الأذن
تتفاوت أعراض الجسم الغريب في قناة الأذن الخارجية من غياب الأعراض إلى الألم وخروج إفرازات من الأذن،  وقد يؤدي إلى ضعف حاسة السمع. تشمل المضاعفات النزيف أو تلف الجلد.
من الأجسام الصغيرة التي تدخل في الأذن: الخرز، ومسحات القطن ، والورق، والرمل، والحشرات، والبطاريات الصغيرة. عادة ما تُحشر الأجسام الغريبة عند الضيق بين غضروف صيوان الأذن وعظام الجُمجمة. يتم التشخيص عن طريق فحص الأذن باستخدام منظار الأذن.
يُستخدم سائل الليدوكائين الدافئ بنسبة 1 إلى 2% في الأذن لتخديرها قبل إزالة الجسم   أو التخدير الإجرائي لتسهيل العملية. يمكن استخدام عدد من التقنيات للإزالة ومنها السحب، والغسل، والملقط.  تُستخدم قطرات الأذن المضادة للبكتيريا إذا ظَهرت علامات تلف الجلد. قد تؤدي محاولة الإزالة إلى ثقب طبلة الأذن.
تُحشر الأجسام الغريبة في الأذن بشكل شائع، وتُعتبر الأذن العضو الأكثر تأثرًا عند الأطفال. عُثر على شرح عن الأجسام الغريبة في الأذن في الأدب القديم، بما في ذلك كتابات أبقراط منذ حوالى 400 سنة قبل الميلاد.

## العلاج
يُمنع غسل الجسم الغريب لأن بعض المواد قد تنتفخ إذا تبللت كالبطاريات أو في حالة الاشتباه في ثقب طبلة الأذن.
يَقتل الزيت المعدني الدافئ الحشرة في الأذن، وبالتالي يُمكن إزالتها.
استخدام منظار الأذن مع ملقط التمساح الصغير تقنية مفيدة.

## روابط خارجية
- الأجسام الغريبة، أرشيف 2020-11-24 وَيْبَاك مَشِين